# Calamothespis condamini
Calamothespis condamini es una especie de mantis de la familia Toxoderidae.

## Distribución geográfica
Se encuentra en Burkina Faso, Costa de Marfil, Ghana,  Senegal y Togo.